# Rudolf Kompfner
Rudolf Kompfner (ur. 16 maja 1909 w Wiedniu, zm. 3 grudnia 1977 w Stanford) – architekt i fizyk pochodzenia austriackiego.

## Życiorys
Studiował architekturę w Wyższej Szkole Technicznej w Wiedniu, ukończył ją w 1933 roku. Ze względu na nasilające się nastroje antysemickie wyjechał do Anglii, gdzie początkowo pracował jako architekt. Interesował się amatorsko fizyką oraz elektroniką. Po wybuchu II wojny światowej został początkowo internowany jako przedstawiciel wrogiego państwa. Po zwolnieniu został włączony do zespołu realizującego, na University of Birmingham, projekt dotyczący lamp elektronowych dla Admiralicji. Zajmował się m.in. rozwijaniem niskoszumowych klistronów. W 1943 roku wynalazł lampę o fali bieżącej (TWT – ang. traveling wave tube).
W 1951 roku uzyskał stopień doktora fizyki na University of Oxford. W tym samym roku wyjechał, na zaproszenie Johna R. Pierce’a do Bell Labs. Tam razem pracowali nad rozwojem TWT. Wyniki jego badań zostały wykorzystane w pierwszych satelitach komunikacyjnych (Echo 1 i Telstar 1).
Po przejściu na emeryturę, w 1973 roku, wykładał fizykę stosowaną na Stanford University oraz inżynierię na Oxford University.

## Wyróżnienia i nagrody
- National Medal of Science (1971)
- IEEE Medal of Honor(inne języki) (przyznawany przez Institute of Electrical and Electronics Engineers, 1973)